# راجحة بنت فيصل
الأميرة راجحة بنت فيصل بن الحسين بن علي (1907-2 فبراير 1959)، الابنة الثانية للملك فيصل أول ملوك مملكة العراق وحفيدة الشريف الحسين بن علي قائد الثورة العربية الكبرى.

## عائلتها
الأميرة راجحة هي الابنة الثانية للملك فيصل أول ملوك مملكة العراق، والدتها هي حزيمة بنت ناصر ابنة الشريف ناصر باشا شقيق الشريف حسين، وخالتها هي مصباح بنت ناصر زوجة الملك عبد الله الأول بن الحسين مؤسس المملكة الأردنية الهاشمية.
أما اشقائها وشقيقاتها فهم:
- عزة بنت فيصل (1905-1960).
- رئيفة بنت فيصل.
- غازي الأول ( 12 مارس 1912 - 4 أبريل 1939) ثاني ملوك المملكة العراقية.

## وفاتها
توفيت الأميرة راجحة في 2 فبراير عام 1959 بعد إصابتها بالسرطان، كانت قد سافرت إلى الولايات المتحدة لتلقي العلاج ولكنها لم تشفى فعادت إلى جنيف مع زوجها وتوفيت هناك ونقل جثمانها إلى عمان ودفنت في المقابر الملكية.